# Trip Linhas Aéreas

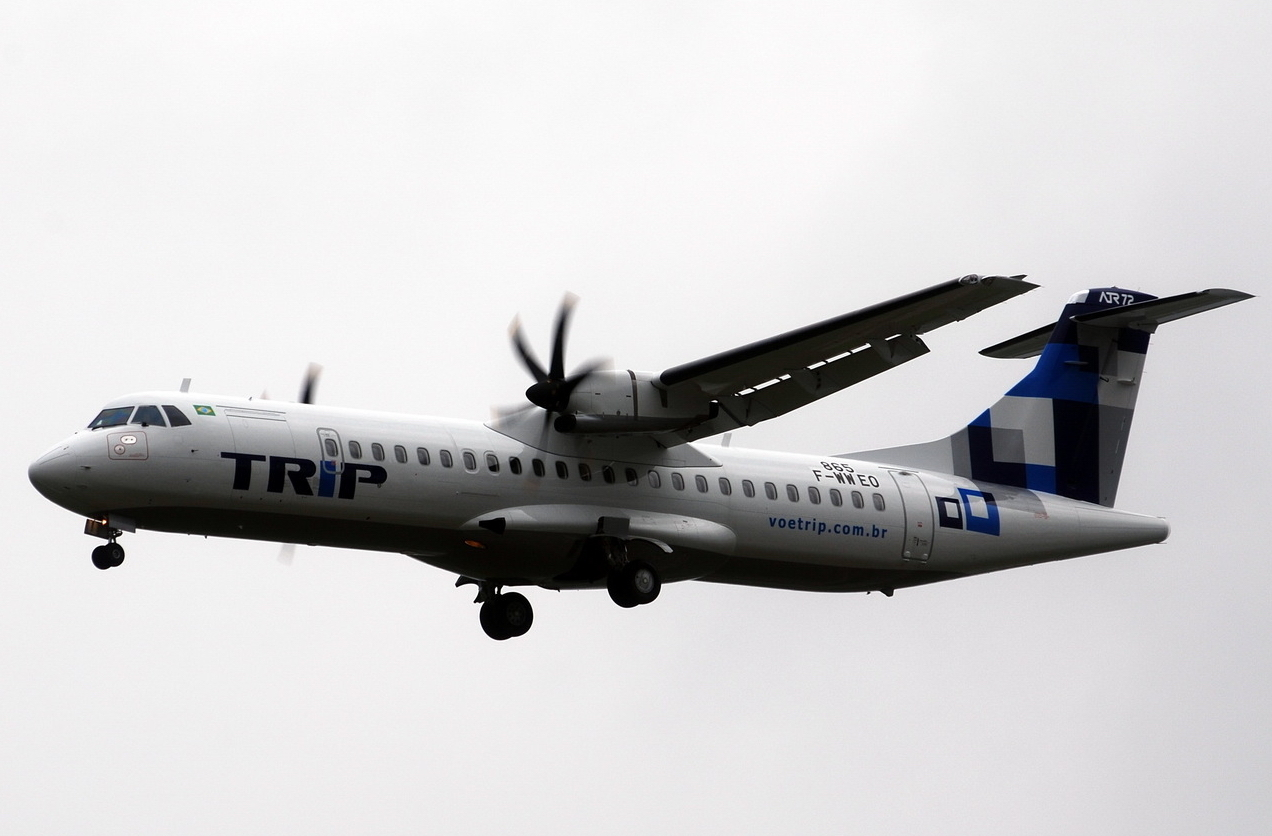
Photo prise à l'aéroport de Toulouse-Blagnac (LFBO) en France. Picture take at Toulouse-Blagnac Airport (LFBO) in France.

TRIP Linhas Aéreas (code AITA T4) est une compagnie aérienne brésilienne, créée en 1998 par le groupe de transport Caprioli (autobus), basé à Campinas.
En 2003, le groupe Caprioli comprend 1 500 employés et 600 autobus ainsi que les entreprises :
- Viação Caprioli Ltda.
- Viação Boa Vista Ltda.
- Viação Lira Ltda.
- Viação Rosa dos Ventos Ltda.
- Caprioli Turismo
- 3P - Serviços Técnicos Aeroportuários
- TRIP Linhas Aéreas

## Destinations
- Campinas/SP
- Campo Grande/MS
- Cascavel/PR
- Curitiba/PR
- Dourados/MS
- Londrina/PR
- Maringá/PR
- Rondonópolis/MT
- Cuiabá/MT
- Sinop/MT
- Alta Floresta/MT
- Vilhena/RO
- Ji-Paraná/RO